# Pholoe tecta
Pholoe tecta är en ringmaskart som beskrevs av William Stimpson 1854. Pholoe tecta ingår i släktet Pholoe och familjen Pholoidae. Arten har ej påträffats i Sverige. Inga underarter finns listade i Catalogue of Life.